# Bálsamo-do-peru
O bálsamo-do-peru (Myroxylon balsamum var. pereirae) é uma planta da família das fabáceas.
A autoridade científica da espécie é L.f. tendo sido descrita em Supplementum Plantarum 233. 1781.
Usada medicinalmente como anti-inflamatório e expectorante peitoral, sendo utilizado em casos de asma, bronquite asmática, cistite, doença pulmonar, dor de cabeça, ferida externa, fraqueza, dor de garganta, tosse e sintomas das vias aéreas.
Alguns nomes pelos quais é conhecido popularmente são: óleo-balsamo, bálsamo-de-tolu, pau-bálsamo, bálsamo-índico-seco, bálsamo-de-cartagena, resina-de-tolu, bálsamo-toluano, bálsamo-da-américa, bálsamo-de-cartagena, bálsamo-de-cheiro-eterno, bálsamo-de-são-tomaz, bálsamo-do-peru, bálsamo-de-são-salvador, benjoim-do-norte, opobálsamo, óleo-vermelho, coroiba, resina-de-tabu.